# Depreissia decipiens
Depreissia decipiens là một loài nhện trong họ Salticidae.
Loài này thuộc chi Depreissia. Depreissia decipiens được Christa L miêu tả năm 2003. Deeleman-Reinhold & Floren.